# Championnat de France de hockey sur glace 1933-1934
Saison précédente Saison suivante
La saison 1934 est la 18e saison du championnat de France de hockey sur glace qui porte le nom de 1re série.

## 1resérie
|  | Demi-finales      | Demi-finales         |                        |   | Finale     | Finale     |
|  | Demi-finales      | Demi-finales         |                        |   | Finale     | Finale     |
|  |                   |                      |                        |   |            |            |
|  | 17 février        | 17 février           |                        |   | 24 février | 24 février |
|  | 17 février        | 17 février           |                        |   | 24 février | 24 février |
|  | Rapides de Paris  | 2                    |                        |   | 24 février | 24 février |
|  | Rapides de Paris  | 2                    |                        |   | 24 février | 24 février |
|  | Français volants  | 0                    |                        |   | 24 février | 24 février |
|  | Français volants  | 0                    | Rapides de Paris       | 7 |            |            |
|  | 18 février        |                      | Rapides de Paris       | 7 |            |            |
|  |                   | Chamonix Hockey Club | 0                      |   |            |            |
|  | Chamonix HC       | Chamonix Hockey Club | 0                      | 1 |            |            |
|  | Chamonix HC       |                      |                        | 1 |            |            |
|  | Diables de France | 0                    |                        |   |            |            |
|  | Diables de France | 0                    | Match pour la 3e place |   |            |            |
|  |                   |                      |                        |   |            |            |
|  | 24 février        |                      |                        |   |            |            |
|  |                   |                      |                        |   |            |            |
|  | Français volants  | 2                    |                        |   |            |            |
|  | Français volants  | 2                    |                        |   |            |            |
|  | Diables de France | 1                    |                        |   |            |            |
|  | Diables de France | 1                    |                        |   |            |            |

### Demi-finales
| 17 février 1934 | Rapides de Paris | 2-0 (0-0,1-0,1-0) | Français volants |  |

| 18 février 1934 | Diables de France | 0-1 (0-0,0-0,0-1) | Chamonix Hockey Club |  |

### Match pour la3eplace
| 24 février 1934 | Diables de France | 1-2 | Français volants |  |

### Finale
| 24 février 1934 | Rapides de Paris | 7-0 (4-0,1-0,2-0) | Chamonix Hockey Club |  |

### Bilan
Le club des Rapides de Paris (nouveau nom du Stade français) est champion de France pour la troisième fois.

## 2esérie

### Championnat de Paris

#### Éliminatoires
| 6 janvier 1934 | Français volants II | 1-0 | Rapides de Paris II |  |

| 13 janvier 1934 | Diables de Paris | 1-2 | Club des Sports d'Hiver de Paris |  |

#### Demi-finales
| 27 janvier 1934 | Club des Sports d'Hiver de Paris | 6-1 | Athletic Club Citroën |  |

| 31 janvier 1934 | Cercle des Nageurs de Catou | 1-0 | Français volants II |  |

#### Match pour la3eplace
| 3 mars 1934 | Athletic Club Citroën | 0-0 | Français volants |  |

#### Finale
| 17 février 1934 Pr : 18 février 1934 | Club des Sports d'Hiver de Paris | 1-2 (pr) | Cercle des Nageurs de Chatou |  |

### Finale nationale
|  | Cercle des Nageurs de Chatou | 1-2 | Chamonix Hockey Club II |  |

## Référence
Résultats de la saison sur Hockeyarchives